# Конту
Ко́нту (каз. Көнту) — станційне селище у складі Аральського району Кизилординської області Казахстану. Входить до складу Саксаульського сільського округу.
Населення — 110 осіб (2021; 173 у 2009, 116 у 1999).